# قرار مجلس الأمن التابع للأمم المتحدة رقم 1297
قرار مجلس الأمن التابع للأمم المتحدة رقم 1297، المتخذ بالإجماع في 12 أيار / مايو 2000، بعد إعادة تأكيد القرارات 1177 (1998) و1226 (1999) و1227 (1999) بشأن الحالة بين إريتريا وإثيوبيا. وطالب المجلس بوقف فوري للأعمال العدائية بين البلدين.
وأعرب المجلس في ديباجة القرار عن حزنه إزاء تجدد القتال بين إريتريا وإثيوبيا في 12 أيار / مايو 2000 والعواقب الإنسانية على السكان المدنيين. وشدد على الحاجة إلى بذل جهود للتوصل إلى حل سلمي للصراع تحت رعاية منظمة الوحدة الأفريقية. وشكلت الأعمال العدائية تهديدا ليس فقط للسلام والأمن بين البلدين ولكن أيضا للاستقرار والأمن والتنمية الاقتصادية في المنطقة.
وأدان القرار استئناف الأعمال العدائية ودعا الطرفين إلى وقف جميع الأعمال العسكرية. وطالب بإعادة عقد المحادثات تحت رعاية منظمة الوحدة الأفريقية وصادق على الاتفاق الإطاري وإنجازاته. وحث كلا البلدين على احترام حقوق الإنسان والقانون الإنساني الدولي وضمان سلامة السكان المدنيين.
وقرر مجلس الأمن الاجتماع مرة أخرى في غضون 72 ساعة لمناقشة الإجراءات الكفيلة بضمان الامتثال للقرار الحالي إذا استمر القتال. وفي غضون ذلك، طُلب من الأمين العام كوفي عنان اطلاع المجلس على الوضع.
في غضون عدة أيام، تم تبني القرار 1298، الذي فرض حظر أسلحة على كلا البلدين.

## روابط خارجية
- نص القرار في undocs.org